# Neostenotus
Neostenotus is een geslacht van wantsen uit de familie van de Miridae (Blindwantsen). Het geslacht werd voor het eerst wetenschappelijk beschreven door Odo Reuter in 1905.

## Soorten
Het genus bevat de volgende soorten:

- Neostenotus albanus Carvalho, 1985
- Neostenotus araguanus Carvalho, 1985
- Neostenotus bahianus (Carvalho, 1976)
- Neostenotus bifasciatus (Carvalho & Fontes, 1972)
- Neostenotus bipunctatus Reuter, 1905
- Neostenotus bocainus (Carvalho & Fontes, 1972)
- Neostenotus bracatinganus Carvalho, 1985
- Neostenotus caliensis Carvalho, 1985
- Neostenotus chipaquaenus Carvalho, 1985
- Neostenotus collinus (Distant, 1893)
- Neostenotus columbiensis Carvalho, 1985
- Neostenotus confluentus (Carvalho & Fontes, 1972)
- Neostenotus ecuatorianus (Carvalho & Gomes, 1969)
- Neostenotus elongatus Carvalho, 1990
- Neostenotus fuscipennis (Reuter, 1909)
- Neostenotus itatiaianus (Carvalho & Fontes, 1972)
- Neostenotus juruenus (Carvalho & Fontes, 1972)
- Neostenotus mapirinus Carvalho, 1985
- Neostenotus nigroviridis Carvalho & Ferreira, 1986
- Neostenotus paulistanus (Carvalho & Fontes, 1972)
- Neostenotus pechinchanus (Carvalho & Gomes, 1969)
- Neostenotus planaltinus (Carvalho & Fontes, 1972)
- Neostenotus querandi Chérot & Carpintero, 2008
- Neostenotus rufinervis (Reuter, 1908)
- Neostenotus serranus (Carvalho & Fontes, 1972)
- Neostenotus similimus (Carvalho & Fontes, 1972)
- Neostenotus sulinus (Carvalho & Fontes, 1972)
- Neostenotus tripunctatus (Reuter, 1892)
- Neostenotus venezuelanus Carvalho & Costa, 1992
- Neostenotus villensis Carvalho & Costa, 1993